# Campeonato de fútbol de Indonesia 2016
El Campeonato de fútbol de Indonesia (también conocido como Torabika Soccer Championship Presented by IM3 Ooredoo por razones de patrocinio) es la temporada inaugural del Campeonato de fútbol de Indonesia (ISC), una competiciòn de fútbol que reemplza temporalmente a la suspendida Super Liga de Indonesia.

## Datos generales
El Campeonato A de Fútbol de Indonesia fue competido por 18 clubes de la Súper Liga de Indonesia 2015.

### Cambios de nombres
- Persipasi Bandung Raya cambió su nombre a Madura United F.C. en enero de 2016.[4]
- Persiram Raja Ampat cambió su nombre a PS TNI en marzo de 2016.[5]
- Surabaya United cambió su nombre a Bhayangkara Surabaya United en abril de 2016.[6]

### Estadios y ciudades
| Club                        | Ciudad            | Provincia             | Estadio                   | Capacidad |
| --------------------------- | ----------------- | --------------------- | ------------------------- | --------- |
| Arema Cronus                | Malang            | Java Oriental         | Kanjuruhan                | 42,449    |
| Bali United                 | Gianyar           | Bali                  | Kapten I Wayan Dipta      | 25,000    |
| Barito Putera               | Banjarmasin       | Kalimantan Meridional | May 17th                  | 15,000    |
| Bhayangkara Surabaya United | Surabaya          | Java Oriental         | Delta                     | 35,000    |
| Gresik United               | Gresik            | Java Oriental         | Petrokimia                | 25,000    |
| Madura United FC            | Pamekasan         | Java Oriental         | Gelora Bangkalan          | 15,000    |
| Mitra Kukar                 | Kutai Kartanegara | Kalimantan Oriental   | Aji Imbut                 | 35,000    |
| Persela Lamongan            | Lamongan          | Java Oriental         | Surajaya                  | 15,000    |
| Perseru Serui               | Serui             | Papúa                 | Marora                    | 10,000    |
| Persib Bandung              | Bandung           | Java Occidental       | Gelora Bandung Lautan Api | 38,000    |
| Persiba Balikpapan          | Balikpapan        | Kalimantan Oriental   | Persiba                   | 10,000    |
| Persija Jakarta             | Yakarta           | DKI Jakarta           | Manahan                   | 25,000    |
| Persipura Jayapura          | Jayapura          | Papúa                 | Mandala                   | 30,000    |
| PS TNI                      | Bogor             | Java Occidental       | Pakansari                 | 30,000    |
| PSM Makassar                | Makassar          | Célebes Meridional    | Andi Mattalatta           | 15,000    |
| Pusamania Borneo            | Samarinda         | Kalimantan Oriental   | Segiri                    | 18,000    |
| Semen Padang                | Padang            | Sumatra Occidental    | Haji Agus Salim           | 10,000    |
| Sriwijaya                   | Palembang         | Sumatra Meridional    | Gelora Sriwijaya          | 36,000    |

### Personal y equipación
Nota: Banderas indican la selección nacional que han definido según las reglas de elegibilidad de la FIFA. Jugadores y entrenadores pueden tener más de una nacionalidad.
| Equipo                      | Entrenador           | Capitán              | Fabricante del uniforme |
| --------------------------- | -------------------- | -------------------- | ----------------------- |
| Arema Cronus                | Milomir Seslija      | Hamka Hamzah         | Specs                   |
| Bali United                 | Indra Sjafri         | Fadhil Sausu         |                         |
| Barito Putera               | Mundari Karya        | Aditya Harlan        | Vision of Superior      |
| Bhayangkara Surabaya United | Ibnu Grahan          | Indra Kahfi          | Bhayangkara GW          |
| Gresik United               | Liestiadi            | Agus Indra Kurniawan | Creative Color          |
| Madura United               | Gomes de Olivera     | Fabiano Beltrame     | MBB                     |
| Mitra Kutai Kartanegara     | Subangkit            | Bayu Pradana         | Joma                    |
| Persela Lamongan            | Sutan Harhara        | Choirul Huda         | DJ Sport                |
| Perseru Serui               | Agus Setyono         | Arthur Barrios Bonai | Junior                  |
| Persib Bandung              | Djadjang Nurdjaman   | Atep                 | Sportama Soccer         |
| Persiba Balikpapan          | Jaino Matos          | Antonio Teles        | Eureka                  |
| Persija Jakarta             | Paulo Camargo        | Ismed Sofyan         | League                  |
| Persipura Jayapura          | Jafri Sastra         | Boaz Solossa         | Specs                   |
| PS TNI                      | Suharto AD           | Legimin Raharjo      | VoSMax                  |
| PSM Makassar                | Robert Rene Alberts  | Syamsul Chaeruddin   | Nike                    |
| Pusamania Borneo            | Dragan Đukanović     | Ponaryo Astaman      | Salvo                   |
| Semen Padang                | Nil Maizar           | Hengky Ardiles       | Mizuno                  |
| Sriwijaya                   | Widodo Cahyono Putro | Supardi Nasir        | Joma                    |

- Adicionalmente, las equipaciones de los árbitros las proporciona Joma, y los balones usados en la competición, Nike.

### Cambios de entrenadores
| Equipo           | Salida del entrenador      | Razón     | Fecha               | Posición en la tabla | Reemplazo                  | Fecha de nombramiento |
| ---------------- | -------------------------- | --------- | ------------------- | -------------------- | -------------------------- | --------------------- |
| PSM Makassar     | Luciano Leandro            | Despedido | 19 de mayo de 2016  | 13th                 | Tony Ho (interino)         | 19 de mayo de 2016    |
| Persela Lamongan | Stefan Hansson             | Resignado | 24 de mayo de 2016  | 18th                 | Didik Ludianto (interino)  | 28 de mayo de 2016    |
| PSM Makassar     | Tony Ho (interino)         |           | 1 de junio de 2016  | 10th                 | Robert René Alberts        | 1 de junio de 2016    |
| Persela Lamongan | Didik Ludiyanto (interino) |           | 5 de junio de 2016  | 18th                 | Sutan Harhara              | 5 de junio de 2016    |
| Persib Bandung   | Dejan Antonić              | Resignado | 11 de junio de 2016 | 13th                 | Herrie Setyawan (interino) | 13 de junio de 2016   |
| PS TNI           | Eduard Tjong               | Resignado | 23 de junio de 2016 | 17th                 | Suharto AD                 | 23 de junio de 2016   |
| Persib Bandung   | Herrie Setyawan (interino) |           | 28 de junio de 2016 | 12th                 | Djadjang Nurdjaman         | 28 de junio de 2016   |

## Jugadores extranjeros
Restricción de número de jugadores extranjeros estrictamente a cuatro por equipo, incluyendo un cupo para jugadores de países AFC.
| Club                    | Visa 1            | Visa 2             | Visa 3               | Asian-Visa        |
| ----------------------- | ----------------- | ------------------ | -------------------- | ----------------- |
| Arema Cronus            | Esteban Vizcarra  | Goran Gancev       | Srdan Lopicic        | Gustavo Marulanda |
| Bali United             | Lucas Patinho     | Kiko Insa          | Nemanja Vidaković    | Ahn Byung-Keon    |
| Barito Putera           | Ibrahim Conteh    | Júnior             | Mahamadou Al Hadji   |                   |
| Bhayangkara Surabaya    | Otávio Dutra      | Thiago Furtuoso    | Khairallah Abdelkbir | Paulo Helber      |
| Gresik United           | Saša Zečević      | Eduardo Maciel     | Patrick da Silva     | Oh In-Kyun        |
| Madura United           | Fabiano Beltrame  | Erick Lewis        | Pablo Rodríguez      | Dane Milovanovic  |
| Mitra Kutai Kartanegara | Arthur Rocha      | Rodrigo Ost        | Marlon Silva         | Alan Leandro      |
| Persela Lamongan        | Kristian Adelmund | Herman Dzumafo     | José Pedrosa Galán   | Shane Malcolm     |
| Perseru Serui           | Henry Njobi Elad  | Dembele Siaka      | Amadou Gakou         |                   |
| Persib Bandung          | Juan Belencoso    | Robertino Pugliara | Vladimir Vujovic     |                   |
| Persiba Balikpapan      | Kohn Dirkir Glay  | Antonio Teles      | Vinicius Reis        | Shohei Matsunaga  |
| Persija Jakarta         | Willian Pacheco   | José Guerra        |                      | Hong Soon-Hak     |
| Persipura Jayapura      | James Lomell      | Boakay Foday       | Yoo Jae-Hoon         | Thiago            |
| PS TNI                  |                   |                    |                      |                   |
| PSM Makassar            | Sassá             | Wiljan Pluim       | Ronald Hikspoors     | Kwon Jun          |
| Pusamania Borneo        | Tárik             | Pedro Velázquez    | Edilson              | Jad Noureddine    |
| Semen Padang            | Cássio            | Marcel Sacramento  | Diego Santos         | Mekan Nasyrow     |
| Sriwijaya               | Beto              | Hilton Moreira     | Mauricio Leal        | Yoo Hyun-Koo      |

## Tabla de posiciones
Actualizado al 25 de noviembre de 2016.
| Pos | Equipo               | PJ | PG | PE | PP | GF | GC | Dif | Pts |
| --- | -------------------- | -- | -- | -- | -- | -- | -- | --- | --- |
| 01. | Arema Cronus         | 27 | 15 | 7  | 5  | 36 | 14 | +22 | 52  |
| 02. | Madura United        | 27 | 15 | 7  | 5  | 45 | 32 | +13 | 52  |
| 06. | Persipura Jayapura   | 27 | 14 | 8  | 5  | 36 | 20 | +16 | 50  |
| 04. | Bhayangkara Surabaya | 26 | 14 | 5  | 7  | 42 | 26 | +16 | 49  |
| 03. | Sriwijaya FC         | 27 | 12 | 8  | 7  | 45 | 26 | +19 | 44  |
| 08. | Pusamania Borneo     | 27 | 12 | 7  | 8  | 45 | 30 | +15 | 43  |
| 12. | Mitra Kukar          | 27 | 10 | 10 | 7  | 36 | 33 | +3  | 40  |
| 05. | Semen Padang         | 27 | 11 | 6  | 10 | 35 | 26 | +9  | 39  |
| 13. | PSM Makassar         | 27 | 11 | 6  | 10 | 41 | 39 | +2  | 39  |
| 07. | Persib Bandung       | 26 | 10 | 8  | 8  | 29 | 28 | +1  | 38  |
| 11. | Perseru Serui        | 27 | 10 | 6  | 11 | 29 | 32 | -3  | 36  |
| 10. | Bali United          | 27 | 8  | 8  | 11 | 26 | 40 | -14 | 32  |
| 09. | Persiba Balikpapan   | 27 | 8  | 6  | 13 | 31 | 39 | -8  | 30  |
| 16. | Persija Jakarta      | 27 | 6  | 9  | 12 | 21 | 36 | -15 | 27  |
| 15. | PS TNI               | 26 | 7  | 4  | 15 | 30 | 50 | -20 | 25  |
| 17. | Gresik United        | 27 | 6  | 7  | 14 | 27 | 52 | -25 | 25  |
| 18. | Persela Lamongan     | 28 | 6  | 6  | 16 | 29 | 47 | -18 | 24  |
| 14. | Barito Putera        | 27 | 5  | 6  | 16 | 33 | 45 | -12 | 21  |

Pts = Puntos; PJ = Partidos jugados; G = Partidos ganados; E = Partidos empatados; P = Partidos perdidos; GF = Goles anotados; GC = Goles recibidos; Dif = Diferencia de goles

(C) = Campeón.

|  | Copa AFC 2017 (Fase de grupos) |
|  | Copa AFC 2017 (Play-off)       |

## Estadísticas

### Goleadores
Actualiado al 25 de noviembre de 2016
| Posición | Jugador           | Club           | Goles |
| -------- | ----------------- | -------------- | ----- |
| 1        | Beto              | Sriwijaya F.C. | 18    |
| 2        | Marcel Sacramento | Semen Padang   | 17    |
| 3        | Luiz Júnior       | Barito Putera  | 16    |
| 4        | Thiago Furtuoso   | Bhayangkara    | 15    |
| 5        | Pablo Rodríguez   | Madura United  | 14    |